# Paweł Wolak
Paweł Wolak (ur. 26 września 1981 w Dębicy) – polski bokser z amerykańskim paszportem.

## Życiorys
Od 1991 roku na stałe mieszka w stanie New Jersey. Nosi przydomek „Wściekły Byk”, którym niegdyś zwano Jake’a LaMottę. Amatorsko boksował od 18 roku życia. Brał udział w eliminacjach olimpijskich, jednak z braku obywatelstwa amerykańskiego został zdyskwalifikowany po wygranym pojedynku. Na zawodowstwo przeszedł w 2004 roku. Od sierpnia 2008 trenował pod okiem Dona Saxby'ego. Do lutego 2011 łączył boks zawodowy z pracą na budowie. 
Styl walki Wolaka polegał na wywieraniu ciągłej presji na przeciwniku, przy jednoczesnym odbieraniu dużej ilości ciosów.
12 marca 2011 roku w MGM Grand w Las Vegas pokonał w 6. rundzie przez TKO byłego mistrza świata WBA Jurija Formana. 15 lipca 2011 po dziesięciu zaciętych rundach zremisował z Delvinem Rodriguezem. 3 grudnia 2011 doszło do rewanżu. Po kolejnej emocjonującej walce Wolak przegrał przez jednogłośną decyzję, doznając drugiej porażki w karierze (stawką pojedynku był mało znaczący pas IBA Intercontinental). Po tej porażce, 7 grudnia 2011 ogłosił zakończenie bokserskiej kariery.
W czerwcu 2012 roku, podczas ceremonii wręczenia mu przez Amerykański Związek Dziennikarzy Bokserskich wyróżnienia za walkę roku (tytuł ten przyznano pierwszemu pojedynkowi z Rodriguezem) Wolak ogłosił, że od kilku miesięcy przygotowuje się do debiutu w mieszanych sztukach walki. W 2013 podjął też pracę zawodową w więzieniu Rikers Island w Nowym Jorku.

## Osiągnięcia
Boks amatorski:
- dwukrotne 2. miejsce w turnieju Golden Gloves w latach 2001-2002
- 2. miejsce w State Championship NJ w roku 2001
- 1. miejsce w turnieju Lake Pleacid w roku 2002
- mistrz North East Championship w roku 2002

Boks zawodowy:
- mistrz stanu Nowy Jork (2006)
- mistrz Ameryki IBA (2007)
- międzynarodowy mistrz Polski (2007)
- mistrz NABF (2011)